# 400미터 이어달리기

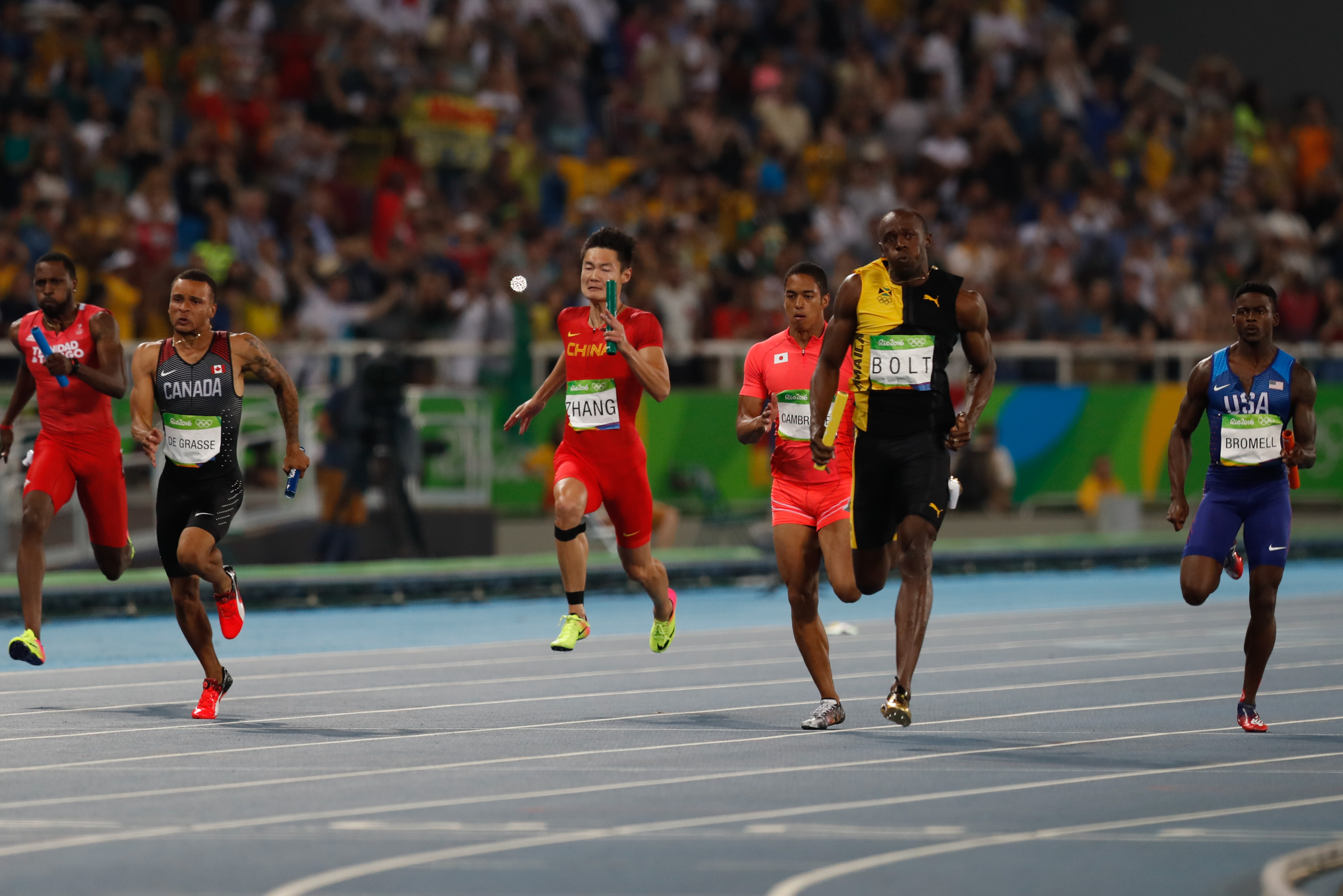
2016년 하계 올림픽 남자 400미터 이어달리기 결승

400미터 이어달리기(4 × 100 metres relay)는 4 명의 주자가 각자 100 m씩을 이어 달려 총 400 m를 달리는 단거리 릴레이 육상 종목이다.

## 규칙

### 출발선
국제 육상 경기 연맹이 정한 달리기 경기장의 규격은 제일 안쪽 주로가 400m이고 주로를 나누는 선의 폭은 5cm, 주로의 폭은 1.22m 이기 때문에 바깥으로 갈 수록 실제 거리가 7, 8 m씩 늘어나 두번째 주로의 길이는 407m, 여덟번째 주로의 길이는 454m가 된다. 따라서 400미터 달리기를 할 때에는 각 주로의 차이 만큼 바깥쪽 선수의 출발선을 앞에 놓아 공정을 기한다. 400미터 이어달리기도 마찬가지로 바깥쪽 선수의 출발선이 앞에 놓인다.

### 바턴

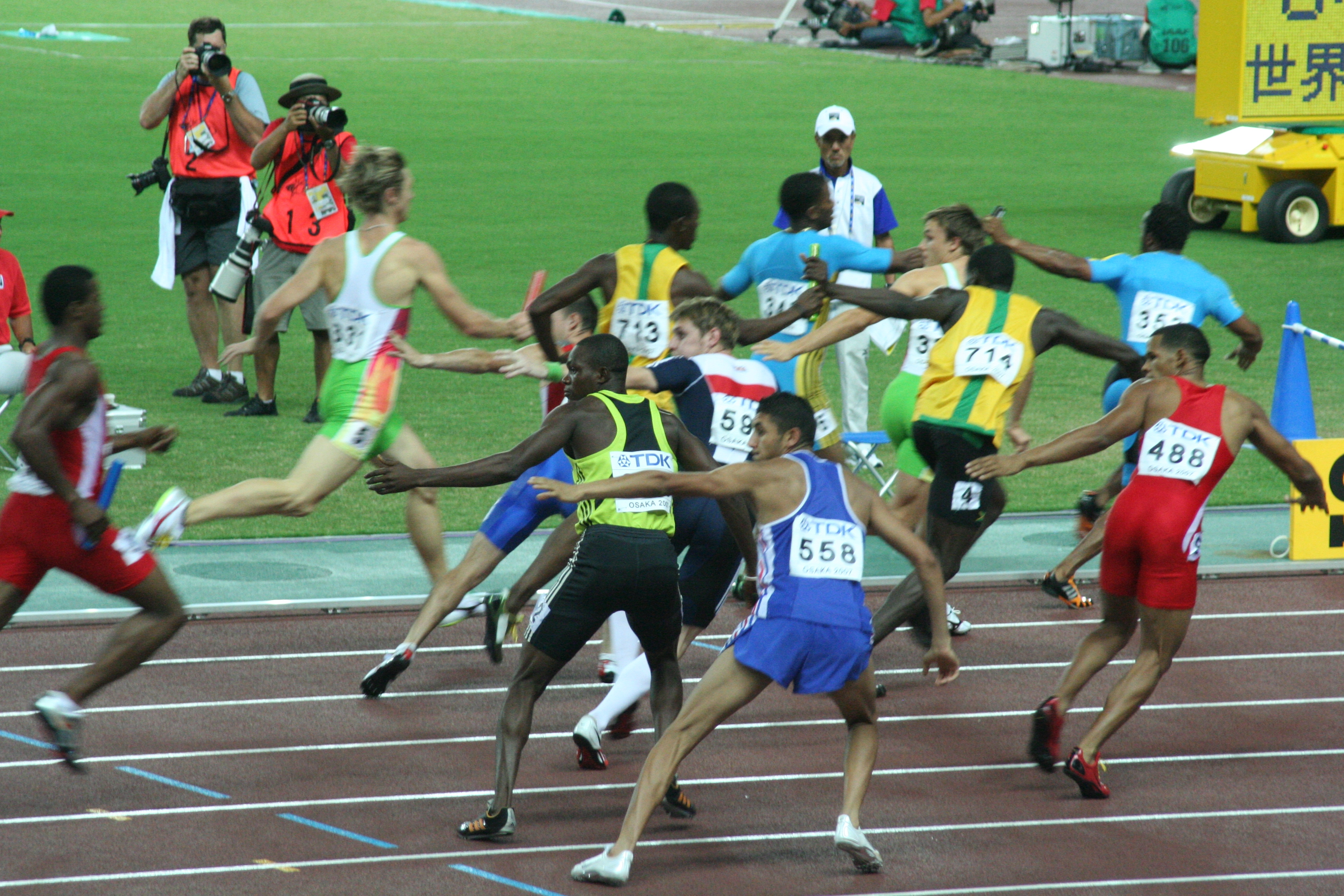
2007년 오사카 세계 육상 선수권 대회 400미터 이어달리기에서 바턴을 주고 받는 선수들

이어달리기 종목은 바턴을 손에 쥐고 달려야 한다. 바턴은 이음새가 없는 견고한 금속이나 목재로 만든다. 달리는 도중에 바턴을 떨어트리면 달리던 주자가 도로 주워 달려야 한다. 바턴을 떨어트리는 것 자체는 실격의 이유가 아니지만 도로 줍는 과정에서 다른 주자를 방해해서는 안된다.
자신의 구간을 달리고 난 뒤 바턴을 다음 주자에게 넘겨준다. 경기장에는 바턴을 넘겨주는 구간이 표시되어 있어야 한다. 국제 육상 경기 연맹은 《2018년 - 2019년 경기 규칙》에서 400미터 이어달리기에서 바턴을 넘겨주는 구간의 규칙을 변경하였다. 두 번째 주자는 30 m 이내의 거리에서 바턴을 넘겨 받을 수 있으며 이 가운데 20 m는 출발선 보다 앞쪽에 있어야 한다. 즉, 자신의 출발선 보다 10 m 앞서서 바턴을 이어받을 수 있다. 세 번째 주자는 이전의 규칙과 같이 출발선에서부터 20m 앞쪽까지 구간에서 바턴을 이어받을 수 있다. 바턴을 이어 받는 규칙의 위반 여부는 바턴을 기준으로 판단한다. 주자의 신체가 구간을 벗어나 있더라도 바턴이 구간 내에서 넘겨지면 실격이 아니다.
이어달리기는 육상 종목의 유일한 단체 경기로 바턴 터치가 얼마나 능숙하게 이루어지는 가는 경기 기록에 큰 영향을 미친다. 또한 주로 역시 직선 구간과 곡선 구간이 있어 각 구간의 특성에 맞는 선수 위치와 작전이 필요하다.

## 기록
남자 400미터 이어달리기의 세계 신기록은 2011년 대한민국 대구시에서 열린 제13회 세계 육상 선수권 대회에서 네스타 카터, 마이클 프레이터, 요한 블레이크, 우사인 볼트의 자메이카 팀이 세운 37초 04이다. 여자 400미터 이어달리기의 세계 신기록은 오스트레일리아 캔버라에서 열린 1985년 국제 육상 경기 연맹 월드컵에서 실케 글라디시, 사비네 귄터, 잉그리트 아워스발트, 마를리스 괴어의 동독 팀이 세운 41초 37이다.

## 같이 보기
- 단거리 달리기
- 이어달리기